# MacDonald Dettwiler
MacDonald, Dettwiler and Associates Ltd. ist ein kanadisches Unternehmen der Elektro-, Luft- und Raumfahrttechnik mit Hauptsitz in Richmond, British Columbia, Kanada. Das Unternehmen entwickelt und baut elektronische Systeme für die zivile als auch militärische Luft- und Raumfahrtbranche. Das Unternehmen beschäftigt über 5.000 Mitarbeiter neben dem Hauptsitz an 18 Standorten weltweit. Das Unternehmen ist an der Toronto Stock Exchange gelistet.

## Geschichte
Das Unternehmen wurde im Jahre 1969 von John MacDonald und Werner (Vern) Dettwiler in British Columbia gegründet. 
Es begann mit der Entwicklung von komplexen elektronischen Bauteilen, die nach Kundenanforderung entwickelt und produziert wurden. Eine weitere Unternehmensaufgabe war die Datenverarbeitung und insbesondere die Informationsverarbeitung für verschiedene Raumfahrtbehörden, sowohl im zivilen, als auch im militärischen Bereich. Über die Jahre hinweg entwickelte das Unternehmen ein breites Spektrum für die Informationsverarbeitung als auch für elektronische, operative Systeme. Im Juli 2000 ging das Unternehmen an die Börse. 2008 blockierte die kanadische Regierung den Verkauf des Unternehmens an das US-Raumfahrtunternehmen Alliant Techsystems (ATK). Im Juni 2012 wurde die Übernahme des US-Raumfahrtunternehmens Space Systems/Loral durch MDA bekanntgegeben. Die Transaktion beläuft sich auf ca. 875 Millionen Dollar und soll bis Herbst 2012 abgeschlossen sein. Durch die Übernahme steigt MDA zu einem der größten Satellitenhersteller auf. Am 2. November 2012 gab die US-amerikanische Aufsichtsbehörde ihre Zustimmung zur Übernahme.

## Unternehmensbereiche und Produkte
- MDA Integrated Information Solutions - Dazu zählen vor allem die Informationsgewinnung und -entwicklung von Erdbeobachtungssatelliten, ferngesteuerte Aufklärungsdrohnen für zivile und militärische Einsätze.
- MDA Space Missions - Entwickelt und baut Satelliten, Raumfahrtkomponenten für den zivilen und den militärischen Bereich.
- Geospatial Services

## Standorte
Kanada
- Brampton (Ontario)
- Dartmouth (Nova Scotia)
- Ottawa
- Sainte-Anne-de-Bellevue in Quebec
- Ralston, Alberta
- Vancouver

Vereinigte Staaten
- Atlanta in Georgia
- Boulder (Colorado)
- Gaithersburg in Maryland
- Houston, Texas
- Los Alamitos in Kalifornien
- Palo Alto, Kalifornien
- Pasadena (Kalifornien)
- San Diego in Kalifornien

Vereinigtes Königreich
- Cambridge
- Oxfordshire

Indien
- Bangalore

Afghanistan
- Kandahar

Russland
- Moskau